# Robledo Gutarra
Robledo Noé Gutarra Ramos (La Oroya, 16 de octubre de 1960) es un político peruano. Fue congresista de la república por Junín durante el breve periodo 2020-2021.

## Biografía
Robledo Gutarra nació en La Oroya, localidad ubicada en la provincia de Yauli del departamento de Junín en Perú, el 16 de octubre de 1960.
Ejerce como contratista independiente desde el año 2016 en la ciudad de Chanchamayo.
Desde el año 1989 forma parte del Frente Popular Agrícola del Perú, partido político fundado por Ezequiel Ataucusi. Ejerció como secretario general de la sede partidaria en Junín en el año 2019.
En el año 1993, Robledo Gutarra postuló como regidor de la provincia de Chanchamayo, sin embargo, no resultó elegido. Postuló también sin éxito al Congreso de la República en el año 2001.

### Congresista de la República
En las elecciones extraordinarias del 2020, Gutarra postuló nuevamente al Congreso de la República por la circunscripción de Junín y finalmente logró resultar elegido como congresista de la república para el completar el disuelto periodo parlamentario 2016-2021.
En su gestión como congresista, fue uno de los impulsores del proyector de ley que proponía el retiro voluntario de los aporte de la Oficina de Normalización Previsional (ONP) y de la construcción y equipamiento del aeropuerto en la región Selva Central.
Gutarra también fue uno de los 105 congresistas que votaron a favor de la vacancia presidencial contra el entonces presidente Martín Vizcarra por actos de corrupción durante su gobierno.